# Aelita (roman)
Aelita (titlu original Аэлита) este un roman științifico-fantastic din 1923 scris de Alexei Tolstoi. A apărut în limba română în 1957 la Editura pentru Literatură.

## Povestea
Povestea începe în Uniunea Sovietică, imediat după încheierea războiului civil rus. Un inginer singuratic, Mstislav Losî (Мстислав Лось), proiectează și construiește o revoluționară rachetă cu detonare prin impuls și decide să o trimită spre planeta Marte. Caută un însoțitor și în cele din urmă părăsește Pământul împreună cu un soldat pensionar, Alexei Gusev (Алексей Гусев).
Sosind pe Marte, ei descoperă că planeta este locuită de o civilizație avansată. Cu toate acestea, decalajul dintre clasa conducătoare și cea a lucrătorilor este foarte puternică, lucru care amintește de capitalismul timpuriu, cu lucrători care trăiesc în coridoarele subterane lângă mașinile lor.
Mai târziu în roman se explică faptul că marțienii sunt urmașii atât al raselor locale cât și ai atlanților care au venit aici după scufundarea continentului lor de origine. Marte este condusă acum de ingineri, dar tot nu este bine. În timp ce vorbea în fața unei adunări, liderul lor, Toscoob, spune că orașul trebuie să fie distrus pentru a ușura căderea lui Marte. Aelita, frumoasa fiică a lui Toscoob și prințesa lui Marte, mai târziu îi spune lui Losî că planeta este pe moarte, calotele polare nu se mai topesc ca înainte și planeta se confruntă cu o catastrofă de mediu.
În timp ce aventurosul Gusev preia conducerea unei revolte populare împotriva domnitorului cel mai intelectual, Losî se îndrăgostește de Aelita. Atunci când rebeliunea este zdrobită, Losî și Gusev sunt forțați să fugă de pe Marte și în cele din urmă ajung înapoi pe Pământ. Călătoria este prelungită datorită efectelor de dilatare a timpului la viteze mari ceea ce duce la o pierdere de peste trei ani, iar soarta exactă a lui Aelita este necunoscută. Se sugerează faptul că totuși ar fi supraviețuit deoarece Losî primește mesaje de radio de pe Marte în care se menționează numele ei.

## Adaptări
În 1924, a fost realizat un film mut sovietic cu același nume bazat pe acest roman. Filmul este regizat de Iacov Protazanov.

## Vezi și
- 1923 în științifico-fantastic